# Fahrendorf (Dähre)
Fahrendorf ist ein Ortsteil der Gemeinde Dähre im Altmarkkreis Salzwedel in Sachsen-Anhalt.

## Geographie

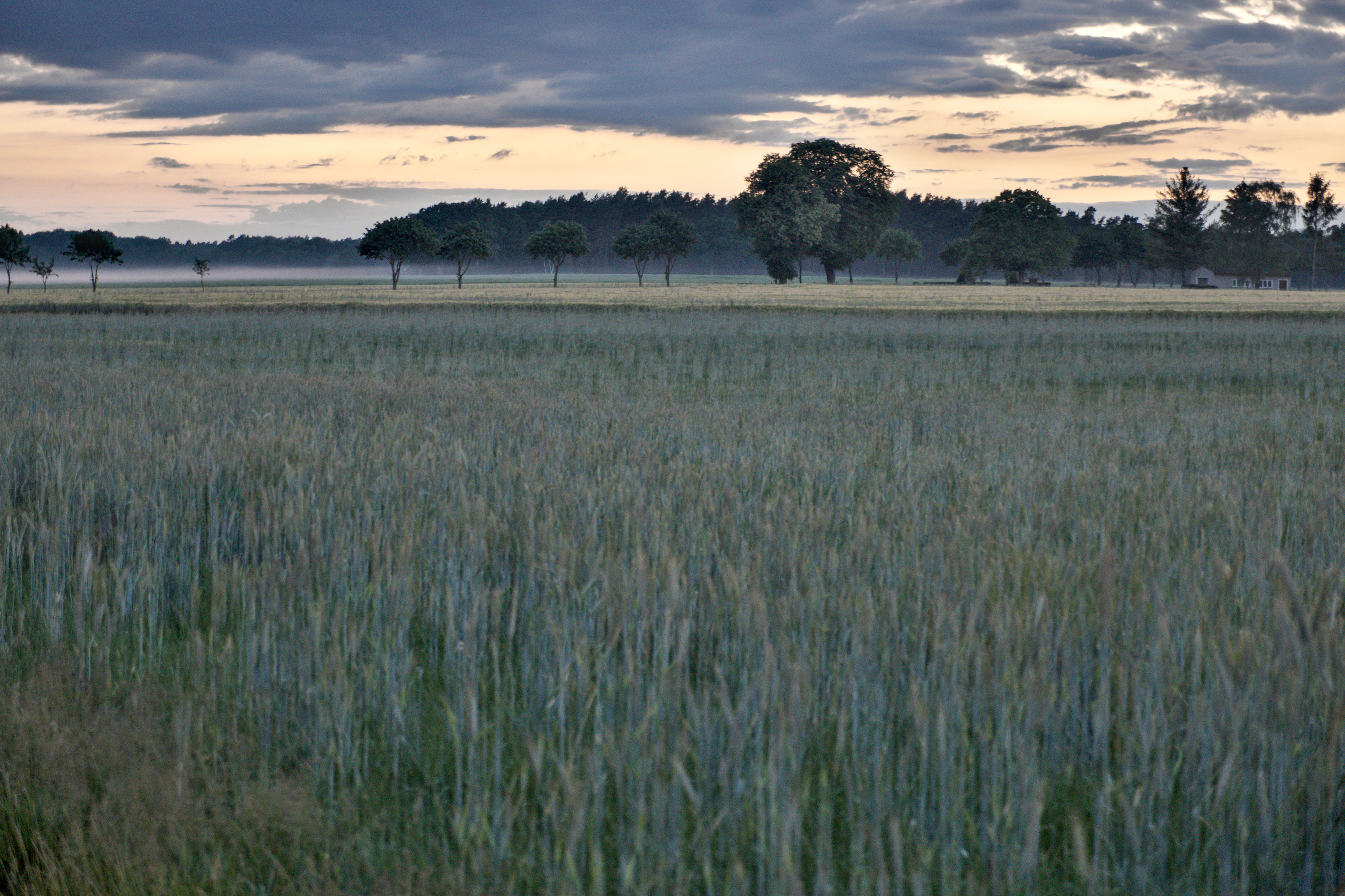
Abendstimmung bei Fahrendorf

Fahrendorf, ein Rundplatzdorf mit Kirche, liegt im Nordwesten der Altmark, drei Kilometer südöstlich von Dähre, rund 13 Kilometer nordöstlich der niedersächsischen Stadt Wittingen und rund neun Kilometer entfernt von der Landesgrenze zwischen Sachsen-Anhalt und Niedersachsen.
Im Westen des Ortes liegt der Dorfstellengraben Fahrendorf, der in Richtung Süden zum Molmker Bach fließt.

## Geschichte

### Mittelalter bis Neuzeit
Fahrendorf wurde 1112 erstmals als Warendorp erwähnt. Es war noch 1161 als Verenthorp oder Varenthorp wendisch besiedelt. Im 12. Jahrhundert hatte das Kloster Hamersleben hier Besitz. Im Landbuch der Mark Brandenburg aus dem Jahre 1375 gehört das Dorf Farndorp zum Kloster Diesdorf, es sind 14 Hufen aufgeführt, vier davon wüst. Weitere Nennungen sind 1585 Farendorff, 1687 Vahrendorff und 1804 Fahrendorf, ein Dorf mit 16 Feuerstellen und einem Rademacher.
Bei der Bodenreform wurden 1945 ermittelt: 19 Besitzungen unter 100 Hektar hatten zusammen 488, eine Kirchenbesitzung hatte 4 Hektar Land, der Gemeinde gehörten 2 Hektar. Im Jahre 1955 entstand die erste Landwirtschaftliche Produktionsgenossenschaft vom Typ III, die LPG „Vorwärts“, die 1959 an die LPG vom Typ III in Dähre angeschlossen wurde.

### Herkunft des Ortsnamens
Jürgen Udolph führt den Ortsnamen auf das niederdeutsche Wort „Föhre“ für „Kiefer“ zurück, übersetzt heißt der Ort also „Kieferndorf“.

### Eingemeindungen
Fahrendorf gehörte ursprünglich zum Salzwedelischen Kreis der Mark Brandenburg in der Altmark. Von 1807 bis 1813 lag es im Kanton Diesdorf auf dem Territorium des napoleonischen Königreichs Westphalen. Nach weiteren Änderungen kam es 1816 in den Kreis Salzwedel, den späteren Landkreis Salzwedel im Regierungsbezirk Magdeburg in der Provinz Sachsen in Preußen.
Am 25. Juli 1952 wurde die Gemeinde dem Kreis Salzwedel zugeordnet. Am 1. Januar 1992 wurde die Gemeinde Fahrendorf in die Gemeinde Dähre eingemeindet.

### Einwohnerentwicklung
| Jahr | Einwohner |
| ---- | --------- |
| 1734 | 073       |
| 1774 | 075       |
| 1789 | 120       |
| 1798 | 090       |
| 1801 | 090       |
| 1818 | 095       |

| Jahr | Einwohner |
| ---- | --------- |
| 1840 | 122       |
| 1864 | 130       |
| 1871 | 143       |
| 1885 | 117       |
| 1892 | [00]120   |
| 1895 | 125       |

| Jahr | Einwohner |
| ---- | --------- |
| 1900 | [00]138   |
| 1905 | 134       |
| 1910 | [00]135   |
| 1925 | 139       |
| 1939 | 130       |
| 1946 | 226       |

| Jahr | Einwohner |
| ---- | --------- |
| 1964 | 113       |
| 1971 | 101       |
| 1981 | 093       |
| 1993 | 098       |
| 2015 | [00]055   |
| 2018 | [00]055   |

| Jahr | Einwohner |
| ---- | --------- |
| 2020 | [00]54    |
| 2021 | [00]55    |
| 2022 | [00]50    |
| 2023 | [0]50     |

Quelle, wenn nicht angegeben, bis 1993:

## Religion
Die evangelische Kirchengemeinde Fahrendorf, die früher zur Pfarrei Diesdorf gehörte, wird heute betreut vom Pfarrbereich Diesdorf im Kirchenkreises Salzwedel im Bischofssprengel Magdeburg der Evangelischen Kirche in Mitteldeutschland.

## Kultur und Sehenswürdigkeiten
- Die evangelische Dorfkirche Fahrendorf ist ein kleiner spätgotischer Feldsteinbau ohne Turm auf einer Anhöhe. Diese Chorkirche, ein Rechtecksaal mit halbrundem Ostschluss, stammt aus der Mitte oder der zweiten Hälfte des 15. Jahrhunderts. Sie ist von einer gut erhaltenen Feldsteinmauer umgeben.[17]
- Vor der Kirche steht ein Denkmal für die Gefallenen des Ersten und Zweiten Weltkrieges, ein aufgerichteter Findling auf einem Sockel, gekrönt von einem Adler.[18]